# Lijst van kunstenaars uit de vroege renaissance
Dit is een lijst van kunstenaars uit de vroege renaissance.

## Geboren van 1250 tot 1400
- Giotto di Bondone (1267-1337), Italiaans kunstschilder
- Bernardo Daddi (1312-1348), Italiaans kunstschilder
- Giottino (1324-1357), Italiaans kunstschilder
- Taddeo Gaddi (1300-1366), Italiaans kunstschilder
- Agnolo Gaddi (1350-1396), Italiaans kunstschilder
- Spinello Aretino (1350-1410), Italiaans kunstschilder
- Francesco di Valdambrino (1363-1435), Italiaans beeldhouwer
- Jacobello del Fiore (1370-1439), Italiaans kunstschilder
- Jacopo della Quercia (1374-1438), Italiaans beeldhouwer
- Meester van 1419 (15e eeuw), Italiaans kunstschilder
- Meester van Pratovecchio (15e eeuw), Italiaans kunstschilder
- Meester van de Avignon School (15e eeuw), Frans kunstschilder
- Meester van de Manna (15e eeuw), Frankrijk
- Stefano di Zevio, (1375-1451), Italiaans kunstschilder
- Filippo Brunelleschi (1377-1446), Italiaans beeldhouwer/architect
- Lorenzo Ghiberti (1378-1455), Italiaans beeldhouwer
- Nanni di Banco (1384-1421), Italiaans beeldhouwer
- Masolino da Panicale (1383-1447), Italiaans kunstschilder
- Donatello (1386-1466), Italiaans beeldhouwer
- Fra Angelico (1395-1455), Italiaans kunstschilder
- Parri Spinelli (1387-1453), Italiaans kunstschilder
- Michelino da Besozzo (1388-1450), Italiaans kunstschilder
- Andrea di Bartolo ( 1360/1370-1428), Italiaans kunstschilder
- Sassetta (1392-1450/1451), Italiaans kunstschilder
- Piero di Niccolo Lamberti (1393-1435), Italiaans beeldhouwer
- Nicolo di Pietro (1394-1440), Italiaans kunstschilder
- Pisanello (1395-1455), Italiaans kunstschilder
- Michelozzo di Bartolomeo (1396-1472), Italiaans beeldhouwer/architect
- Francesco Squarcione (1397-1468), Italiaans kunstschilder
- Paolo Uccello (1397-1475), Italiaans kunstschilder

## Geboren van 1400 tot 1450
- Domenico Veneziano (1400-1461), Italiaans kunstschilder
- Filarete (1400-1469), Italiaans beeldhouwer
- Michele Giambono (1400-1462), Italiaans kunstschilder
- Bernardo Martorell (1400-1452), Spaans kunstschilder
- Michele Pannonio (1400-1464), Hongaars kunstschilder
- Luca della Robbia (1400-1482), Italiaans beeldhouwer
- Tommaso Masaccio (1401-1428), Italiaans kunstschilder
- Giovanni di Paolo (1403-1483), Italiaans kunstschilder
- Leon Battista Alberti (1404-1472), Italiaans architect
- Meester van de Hertog van Bedford (1405-1435), Frans miniaturist
- Sano di Pietro (1405-1481), Italiaans kunstschilder
- Filippo Lippi (1406-1469), Italiaans kunstschilder
- Lo Scheggia (1406-1486), Italiaans kunstschilder
- Giovanni da Modena (1409-1456), Italiaans kunstschilder
- Bernardo Rossellino (1409-1464), Italiaans beeldhouwer
- Pietro di Giovanni d'Ambrogio (1410-1449), Italiaans kunstschilder
- Domenico di Bartolo (1410-1447), Italiaans kunstschilder
- Vecchietta (1410-1480), Italiaans kunstschilder/beeldhouwer
- Giovanni di Francesco (1412-1459), Italiaans kunstschilder
- Piero della Francesca (1412-1492), Italiaans kunstschilder
- Jaume Huguet (1412-1492), Spaans kunstschilder
- Agostino di Duccio (1418-1481), Italiaans beeldhouwer
- Andrea Bregno (1418-1506), Italiaans beeldhouwer/architect
- Zanobi Machiavelli (1418-1479), Italiaans kunstschilder
- Nanni di Bartolo (1419-1451), Italiaans beeldhouwer
- Neri di Bicci (1419-1491), Italiaans kunstschilder
- Bertoldo di Giovanni (1420-1491), Italiaans beeldhouwer
- Giovanni Boccati (1420-1487), Italiaans kunstschilder
- Benedetto Bonfigli (1420-1496), Italiaans kunstschilder
- Bartolommeo Caporali (1420-1505), Italiaans kunstschilder
- Jean Fouquet (1420-1480), Frans kunstschilder
- Benozzo Gozzoli (1420-1497), Italiaans kunstschilder
- Antonio Vivarini (1420-1484), Italiaans kunstschilder
- Bartolomeo Bon (1421-1464), Italiaans beeldhouwer/architect
- Andrea del Castagno (1421-1457), Italiaans kunstschilder
- Pesellino (1422-1457), Italiaans kunstschilder
- Galasso di Matteo Piva (ca. 1423-ca. 1473), Italiaans kunstschilder
- Alessio Baldovinetti  (1425-1499), Italiaans kunstschilder
- Antonio Bregno (1425-1457), Italiaans beeldhouwer/architect
- Master of the Mascoli Altar (1425-1450), Italiaans beeldhouwer
- Niccolo di Liberatore (1425-1502), Italiaans kunstschilder
- Antonio Rossellino (1427-1479), Italiaans beeldhouwer
- Luis Dalmau (1428-1461), Spaans kunstschilder
- Gentile Bellini (1429-1507), Italiaans kunstschilder
- Mino da Fiesole (1429-1484), Italiaans beeldhouwer
- Antonello da Messina (1430-1479), Italiaans kunstschilder
- Lazzaro Bastiani (1430-1512), Italiaans kunstschilder
- Belbello da Pavia (1430-1473), Italiaans manuscript/illuminator
- Carlo Crivelli (1430-1493), Italiaans kunstschilder
- Desiderio da Settignano (1430-1464), Italiaans kunstschilder/beeldhouwer
- Vincenzo Foppa (1430-1515), Italiaans kunstschilder
- Nicolas Froment (1430-1485), Frans kunstschilder
- Francesco Laurana (1430-1502), Italiaans beeldhouwer
- Meester van de Osservanza (1430-1450), Italiaans manuscriptilluminator
- Matteo di Giovanni (1430-1495), Italiaans kunstschilder
- Niccolo Fiorentino (1430-1514), Italiaans goudsmid
- Antoniazzo Romano (1430-1508), Italiaans kunstschilder
- Cosme Tura (1430-1495), Italiaans kunstschilder
- Andrea Mantegna (1431-1506), Italiaans kunstschilder
- Savelli Sperandio (1431-1504), Italiaans beeldhouwer
- Francesco Benaglio (1432-1492), Italiaans kunstschilder
- Antonio Pollaiolo (1432-1498), Italiaans kunstschilder/beeldhouwer
- Bartolomeo Vivarini ((ca. 1432 – ca. 1499), Italiaans kunstschilder
- Marco Zoppo (1433-1478), Italiaans kunstschilder
- Francesco del Cossa (1435-1477), Italiaans kunstschilder
- Pietro Lombardo (1435-1515), Italiaans beeldhouwer
- Andrea della Robbia (1435-1525), Italiaans beeldhouwer
- Andrea del Verrocchio (1435-1488), Italiaans beeldhouwer/kunstschilder
- Benvenuto di Giovanni (1436-1518), Italiaans kunstschilder
- Matteo Civitale (1436-1501), Italiaans kunstschilder/beeldhouwer
- Melozzo da Forlì (1438-1494), Italiaans kunstschilder
- Francesco di Giorgio Martini (1439-1502), Italiaans kunstschilder/beeldhouwer
- Cosimo Rosselli (1439-1507), Italiaans kunstschilder
- Bartolomeo Bellano (1440-1496), Italiaans beeldhouwer
- Bartolomé Bermejo (1440-1498), Spaans kunstschilder
- Vittorio Crivelli (1440-1501), Italiaans kunstschilder
- Giovanni Dalmata (1440-1510), Dalmatian beeldhouwer
- Jacopo de'Barbari (1440-1515), Italiaans kunstschilder
- Fernando Gallego (1440-1507), Spaans kunstschilder
- Antonio Rizzo (1440-1499), Italiaans beeldhouwer
- Piero Pollaiolo (1441-1496, Italiaans kunstschilder
- Benedetto da Maiano (1442-1497), Italiaans beeldhouwer
- Jacopo del Sellaio (1442-1493), Italiaans kunstschilder
- Baldassare Estense (1443-1504), Italiaans kunstschilder
- Giuliano da Sangallo (1443-1516), Italiaans architect
- Bonifacio Bembo (1444-1477), Italiaans kunstschilder
- Antonio Marescotti (1444-1462), Italiaan
- Biagio d'Antonio da Firenze (1445-1510), Italiaans kunstschilder
- Sandro Botticelli (1445-1510), Italiaans kunstschilder
- Fra Carnevale (1445-1484), Italiaans kunstschilder
- Paolo Romano (ca. 1445-1470), Italiaans beeldhouwer
- Liberale da Verona (1445-1530), Italiaans kunstschilder
- Neroccio (1445-1500), Italiaans kunstschilder
- Pietro Perugino (1445-1523), Italiaans kunstschilder
- Alvise Vivarini (1445-1505), Italiaans kunstschilder
- Francesco Botticini (1446-1498), Italiaans beeldhouwer
- Giovanni Antonio Amadeo (1447-1522), Italiaans beeldhouwer
- Domenico da Tolmezzo (1448-1507), Italiaans kunstschilder
- Agnolo degli Erri (1448-1482), Italiaans kunstschilder
- Domenico Gagini (1449-1492), Italiaans beeldhouwer
- Domenico Ghirlandaio (1449-1494), Italiaans kunstschilder

## Geboren vanaf 1450 tot 1504
- Pedro Berruguete (1450-1504), Spaans kunstschilder
- Bernardino Jacopi Butinone (1450-1507), Italiaans kunstschilder
- Francesco Antonio del Cherico (1450-1470), Italiaans miniaturist
- Guidoccio Cozzarelli (1450-1516), Italiaans kunstschilder
- Ercole de' Roberti (1450-1496), Italiaans kunstschilder
- Nuno Gonçalves (15e eeuw), Portugees kunstschilder
- Meester van de Castello Nativity (1450-1475), Italiaans kunstschilder
- Guido Mazzoni (1450-1518), Italiaans beeldhouwer
- Bartolomeo Montagna (1450-1523), Italiaans kunstschilder
- Antonio da Fabriano (1451-1486), Italiaan
- Leonardo da Vinci (1452-1519), Italiaans genius
- Attavante degli Attavanti (1452-1525), Italiaans miniaturist
- Giacomo Cozzarelli (1453-1515), Italiaans beeldhouwer
- Martin Bernat (1454-1497), Spaans kunstschilder
- Pinturicchio (1454-1513), Italiaans kunstschilder
- Pedro Sanchez (1454-1468), Spaans kunstschilder
- Ambrogio de Predis (1455-1508), Italiaans kunstschilder
- Filippino Lippi (1457-1504), Italiaans kunstschilder
- Benedetto Ghirlandaio (1458-1497), Italiaans kunstschilder
- Antonio Lombardo (1458-1516), Italiaans beeldhouwer
- Giambattista Cima da Conegliano (1459-1517), Italiaans kunstschilder
- Antico (1460-1528), Italiaans beeldhouwer
- Francesco Bonsignori (1460-1519), Italiaans beeldhouwer
- Gherardo di Giovanni (1460-1497), Italiaans miniaturist
- Niccolo Dell'Arca (1462-1494), Italiaans beeldhouwer
- Cristoforo Mantegazza (1464-1482), Italiaans beeldhouwer
- Raffaellino del Garbo (1466-1524), Italiaans kunstschilder
- Gil de Siloe (1467-1505), Spaans beeldhouwer/architect
- Boccaccio Boccaccino (1468-1525), Italiaans kunstschilder
- Clemente da Urbino (1468-?), Italiaan
- Lorenzo di Alessandro da Sanseverino (1468-1503), Italiaans kunstschilder
- Andrea Previtali (1470-1528), Italiaans kunstschilder
- Il Riccio (1470-1532), Italiaans beeldhouwer
- Silvestro Dell'Acquila (1471-1504), Italiaans beeldhouwer
- Jacometto (1472-1497), Italiaans kunstschilder
- Antonio Mantegazza (1472-1495), Italiaans beeldhouwer
- Nicola di Maestro Antonio d'Ancona (1472-?), Italiaan
- Mariotto Albertinelli (1474-1515), Italiaans kunstschilder
- Benedetto da Rovezzano (1474-1554), Italiaans beeldhouwer
- Zoan Andrea (1475-1505), Italiaans kunstschilder/printmaker
- Jean Barbet (1475-1514), Frankrijk
- Bartolomeo di Giovanni (1475-1511), Italiaans kunstschilder
- Benedetto Briosco (1477-1514), Italiaans beeldhouwer
- Carlo di Braccesco 1478-1501), Italiaans beeldhouwer
- Pietro da Rho (1480-1508), Italiaans beeldhouwer
- Tommaso Cazzaniga (1481-1504), Italiaans beeldhouwer
- Giulio Campagnola (1482-1514), Italiaans graficus
- Giovanni Mansueti (1484-1526), Italiaans kunstschilder
- Meester van de Retablo van de Reyes Catolicos (1485-1500), Spaans kunstschilder
- Meester van de Griselda Legende (1500-?), Italiaans beeldhouwer
- Meester van de Marble Madonnas (1500-?), Italiaans beeldhouwer
- Camillo Boccaccino (1504-1546), Italiaans kunstschilder